# Псіакс

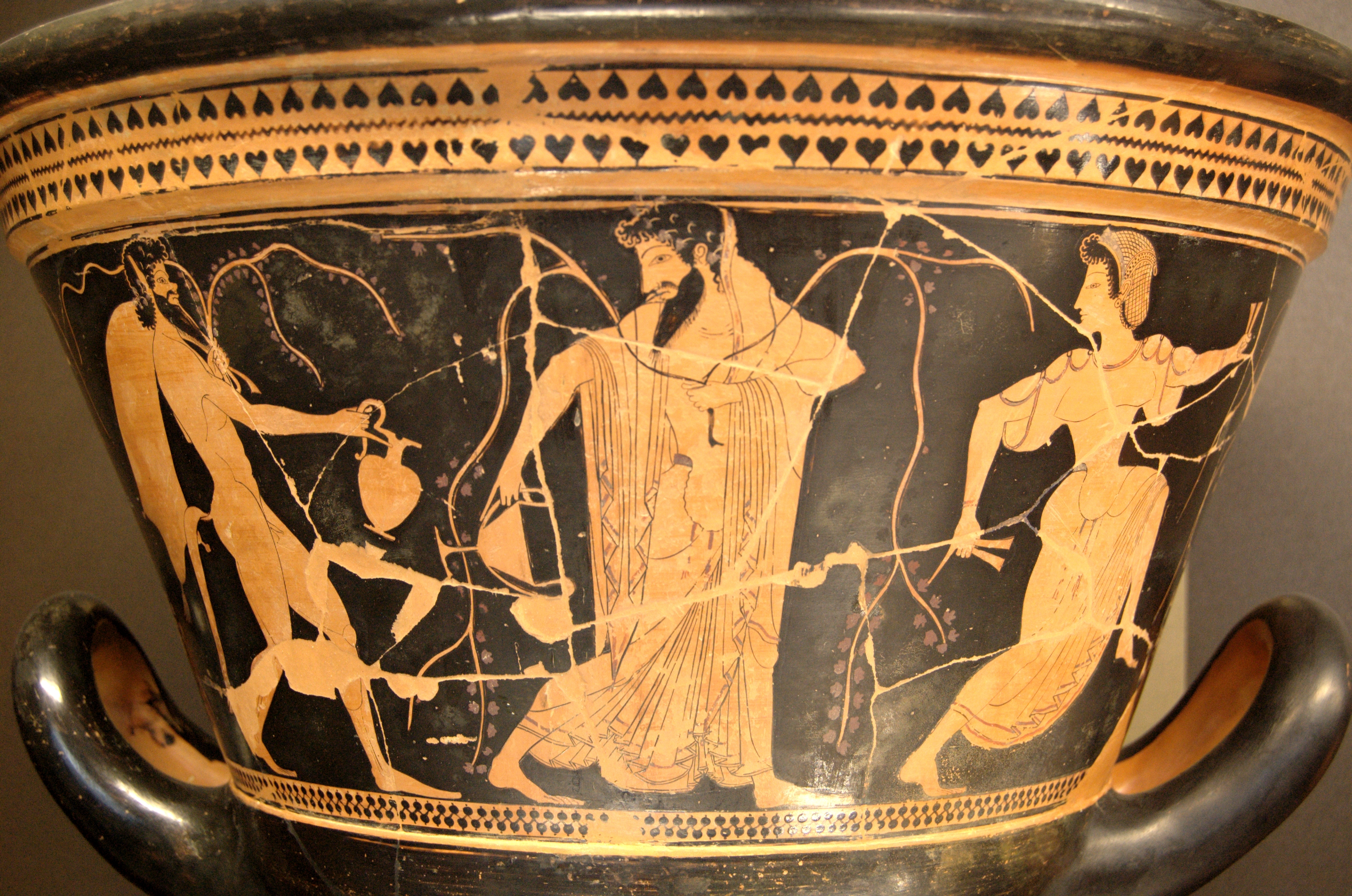
Діонісій, сатир та менада, червонофігурний калікс-кратер

Псіакс — давньогрецький вазописець з Аттики, творчість якого припала на перехідний період від чорнофігурного до червонофігурного стилю вазопису, приблизно з 525 до н. е. до 505 до н. е. З творчої спадщини Псіакса збереглося близько 60 ваз, на двох з них є підписи вазописця.
Псіакс працював з гончарями Гіліном, Меноном, Андокідом і Нікосфеном. Він починав працювати у чорнофігурному стилі, однак згодом зіграв величезну роль у розвитку нового червонофігурного стилю, який зародився в майстерні Андокіда. За стилем до Псіакса близький вазописець Антімен. Деякі джерела навіть вважають їх братами. Псіакс відомий своїми роботами в техніці білінгви.
Підпис Псіакса відомий за двома червонофігурними алабастронами, один з яких зберігається в Карлсруе, а другий — в Одесі. Обидві вази також прикрашає підпис гончаря Гіліна. На трьох розписаних Псіаксом вазах є підпис гончаря Андокіда. Вазописець Епіктет імітував стиль Псіакса, а вазописці-піонери Ефроній та Фінтій були його учнями.
Псіакс займався, перш за все, розписом ваз невеликого розміру, що співвідноситься з його витонченим художнім стилем. Серед більших судин, розписаних Псіаксом, були амфори, гідрії і кубкові кратери. У червонофігурному стилі вазописець експериментував з можливостями передачі перспективи, однак був захоплений витонченістю і декоративністю, притаманними пізньому періоду архаїки. Псіакс не обмежувався двома основними стилями, він писав також чорні фігури на білому або коралово-червоному тлі.